# Rasmus Kofoed
Rasmus Kofoed est un chef cuisinier danois né le 22 août 1974. 
Il a remporté en 2011 le Bocuse d'or à l'âge de 36 ans. Son restaurant Geranium (en) à Copenhague, triplement étoilé au guide Michelin, a remporté le titre de « Meilleur restaurant du monde 2022 » .

## Distinctions
- 2005 : Bocuse de bronze
- 2007 : Bocuse d'argent
- 2011 : Bocuse d'or